# Мей Робсон
Мері Джанетта Робісон, відома як Мей Робсон (англ. May Robson; 19 квітня 1858 — 20 жовтня 1942) — австралійська і американська акторка німого та звукового кіно, драматургиня.

## Життєпис
Народилася в Австралії 19 квітня 1858 року. Молодою дівчиною переїхала в США, де одружилася і народила трьох дітей. У 1884 році, після смерті чолвіка, стала театральною акторкою, щоб мати можливість утримувати дітей. У наступні кілька десятиліть її кар'єра стрімко розвивалася і вона стала досить затребувана в театрі.
В кіно дебютувала в 1915 році у фільмі «Ніч», екранізації театральної п'єси, яку вона сама написала. Після цього знялася ще в кількох німих фільмах, а потім перейшла в звукове кіно. 1930-і роки стали найбільш успішними в її кінокар'єрі. Найбільш помітними стали її ролі тітки Джейн в фільмі «Рудоволоса бестія» (1932), місіс Мері Волкер в «Якби у мене був мільйон» (1932), місіс Вендел в «Обіді о восьмій» (1933), Доллі Тодхантер в «Танцюючою леді» (1933), карткова королева в «Алісі в країні чудес» (1933), графиня Вронська в «Анні Кареніній» (1935), Мімі в «Дружина проти секретарки» (1936), бабуся Летті в «Народження зірки» (1937), тітка Елізабет Ренд в «Виховання крихти» (1938).
У 1933 році, у віці 75 років, Мей Робсон була номінована на «Оскар» за роль Енні у фільмі «Леді на один день». Робсон стала першою акторкою з Австралії, яка була висунута на премію американської кіноакадемії, а також довгий час залишалася найстаршою номінанткою.
Мей Робсон померла 20 жовтня 1942 року в Нью-Йорку у віці 84 років.

## Фільмографія
- 1927 — Цар царів
- 1932 — Рудоволоса бестія / Red-Headed Woman
- 1933 — Леді на один день / Lady for a Day
- 1933 — Танцююча леді / Dancing Lady
- 1933 — Возз'єднання у Відні / Reunion in Vienna — фрау Лючер
- 1934 — Ви не можете купити все / You Can not Buy Everything — місіс Ханна Белл
- 1935 — Анна Кареніна — графиня Вронська
- 1936 — Дружина проти секретарки
- 1937 — Народження зірки — бабуся Летті
- 1942 — Жанна Паризька